# Bleiberg (Wüstung)

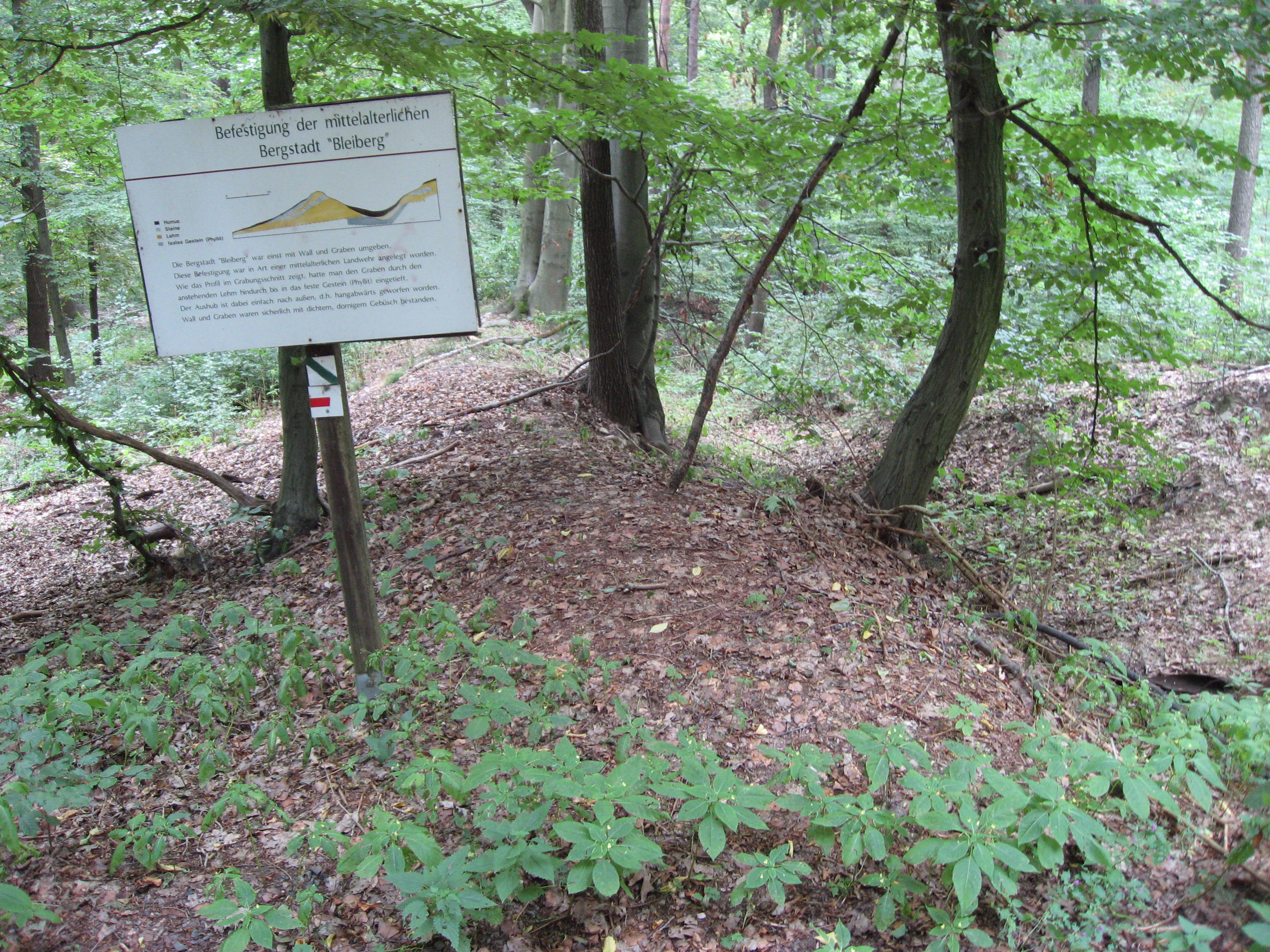
Erläuterungstafel zu den Befestigungsanlagen

Bleiberg war eine mittelalterliche Bergstadt auf dem Treppenhauer bei Sachsenburg, einem Ortsteil der Stadt Frankenberg in Sachsen. Gegründet in der Mitte des 13. Jahrhunderts fiel die Siedlung bereits etwa 100 Jahre später wieder wüst. Archäologische und archivalische Untersuchungen seit Anfang der 1970er Jahre führten zur Entdeckung der umwallten Bergstadt Bleiberg, die in Quellen des 14. Jahrhunderts zweimal erwähnt wurde. Die Reste sind als Bodendenkmal geschützt.

## Lage und Beschreibung
Die Wüstung liegt in der Nähe des höchsten Punktes des Treppenhauers etwa einen Kilometer westlich von Sachsenburg. Ein System aus Gräben und Wällen umgrenzt das bewaldete Gebiet, das einen Durchmesser von etwa 300 bis 400 Metern und eine Gesamtfläche von etwa 12 ha aufweist. In dem unebenen Gelände wurden über 180 Schachtpingen und 43 Häuserreste nachgewiesen. Die Schächte erreichten eine Teufe von deutlich mehr als 10 Metern.

## Geschichte

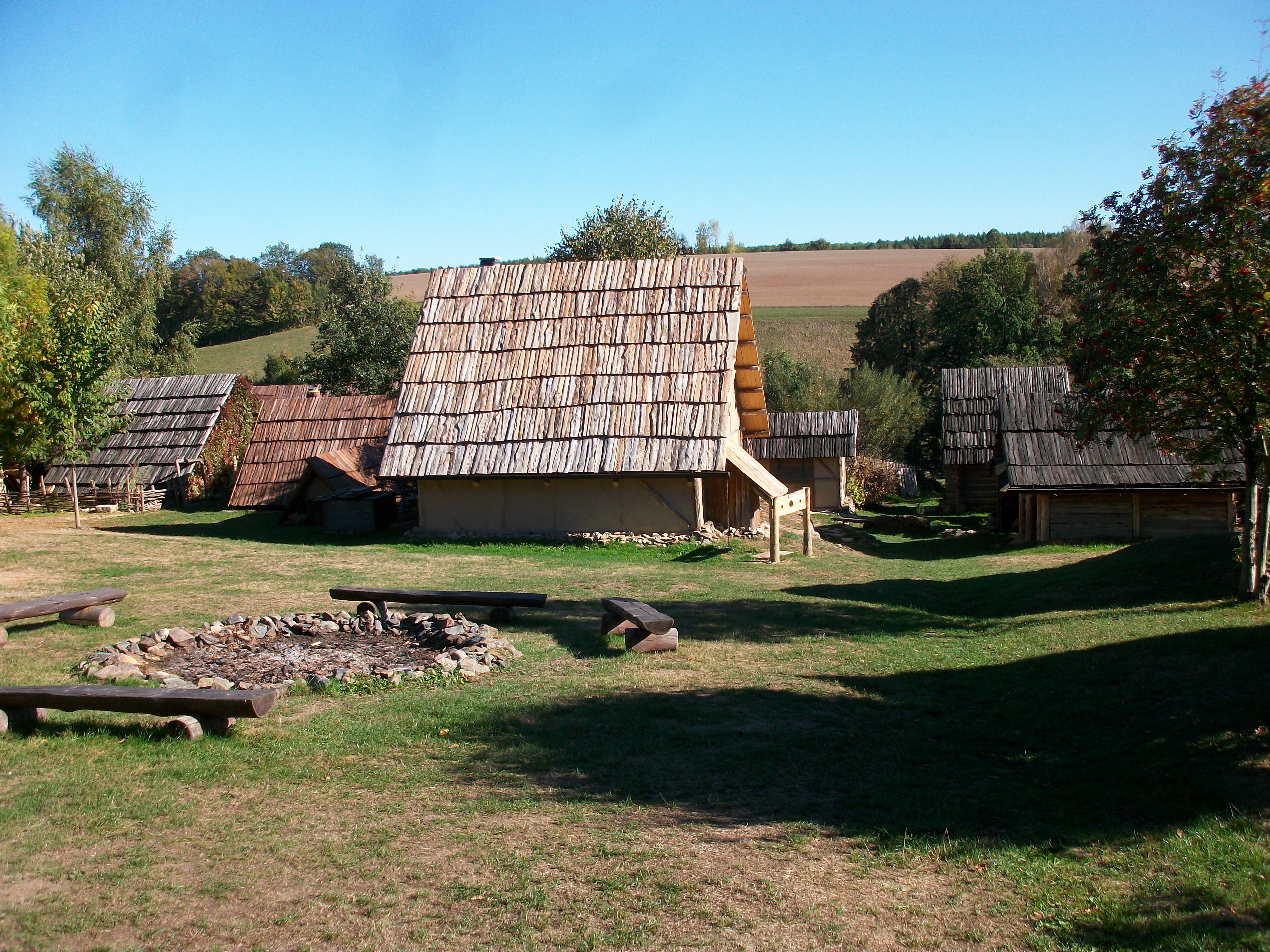
Gebäude im Freilichtmuseum Bergstadt Bleiberg

Ein intensiver Bergbau auf Silber und Kupfer setzte an dieser Stelle vermutlich erst nach 1232 ein, als das Gebiet im Ergebnis des Mildensteiner Zehntenstreit an die Wettiner kam und die weitsichtig von Otto von Meißen geschaffene Bergfreiheit zu einem Aufleben des Bergbaus führte. Keramik- und Münzfunde, die etwa auf das Jahr 1250 datiert werden, belegen dies. Offensichtlich kam es zu einem schnellen Wachstum mit dicht nebeneinander liegenden Gruben und Häusern. Bis zu zwei Meter eingetiefte Grubenhäuser kennzeichnen die erste Besiedlung, die später durch ebenerdige Häuser abgelöst wurden. Die Häuser hatten Steinfundamente, waren ansonsten aber aus Holz gebaut. Funde von Spielzeug und Spinnwirteln belegen, dass dies keine reine Bergmannssiedlung war, sondern dass hier auch die Familien der Bergleute wohnten. Insgesamt wird von über 1000 Menschen ausgegangen, einer, bezogen auf die damalige Bevölkerungszahl, beachtlichen Größe.
Es wird vermutet, dass Bleiberg in der Mitte des 14. Jahrhunderts bereits wieder wüst fiel. Die genaue Ursache ist unbekannt. Wassereinbrüche, aber auch demografische und wirtschaftliche Folgen des Ausbruchs der Pest 1347, von Missernten und Hungersnöten, aber auch der Verfall der Rohstoffpreise werden direkt oder indirekt als Ursache genannt. Dieses Schicksal teilten auch andere Bergstädte, und nur dort, wo es eine gewachsene Infrastruktur gab, überlebten die Städte.
Urkundlich erwähnt wird Bleiberg nur zwei Mal: 1318 sowie 1390, als die Siedlung vermutlich bereits verlassen war. Im 16. Jahrhundert wird der Bergbau auf dem Treppenhauer als schon lange stillgelegt bezeichnet und Bleiberg nicht erwähnt. Eine Sage aus dem 18. Jahrhundert berichtet von einer Stadt an dieser Stelle.

## Entdeckungsgeschichte
Von 1977 bis 1998 fanden umfangreiche archäologische Ausgrabungen durch Wolfgang Schwabenicky statt. Zunächst erkundete er das Gebiet als Lehrer mit Schülern einer von ihm geleiteten Arbeitsgruppe und seit 1988 als Leiter der „Kreisarbeitsstelle für Bodendenkmalpflege Mittweida“. Die Grabungen brachten bedeutsame Ergebnisse zum mittelalterlichen Bergbau in Mitteleuropa und der Besiedlungsgeschichte dieses Raumes. Die bis dahin erzielten Erkenntnisse wurden im Jahre 1991 in einer Berliner Dissertation Schwabenickys und zahlreichen weiteren Aufsätzen (zusammen 2009 als Buch veröffentlicht) vor allem in der archäologischen Fachliteratur dargestellt. Ein von der VW-Stiftung gefördertes Projekt intensivierte die Forschungen zwischen 1992 und 1994 noch einmal.
Von 2005 bis 2007 hat die Universität Bamberg mit drei Grabungskampagnen unter Leitung von Hauke Kenzler an diese Ausgrabungen angeknüpft. Neben der Ausbildung von Studenten stand hierbei die Erstellung von Geländemodellen mit Hilfe von 3-dimensionalen Erkundungsmethoden im Vordergrund. Die Vordatierung der Siedlung auf 1200 ist umstritten. Sie erhält durch die mittlerweile erfolgte dendrochronologische Datierung des Bergbaus in Dippoldiswalde auf die Zeit um 1180 jedoch Unterstützung. Der frühe Beginn des Freiberger Bergbaus um 1170 kann nun nicht länger als Einzelfall gesehen werden.